# Le Mystère du poisson volant
Pour plus de détails, voir Fiche technique et Distribution.
Le Mystère du poisson volant (titre original : The Mystery of the Leaping Fish) est un film américain réalisé par Christy Cabanne et John Emerson, sorti en 1916.

## Synopsis
Coke Ennyday est un détective scientifique (caricature de Sherlock Holmes) qui va être amené à enquêter sur un trafic d'opium.

## Fiche technique
- Titre original : The Mystery of the Leaping Fish
- Réalisation : Christy Cabanne et John Emerson
- Scénario : Tod Browning et Anita Loos (intertitres)
- Photographie : John W. Leezer
- Société de production : Fine Arts Film Company
- Société de distribution : Triangle Film Corporation
- Pays de production :  États-Unis
- Langue originale : anglais
- Format : noir et blanc — 35 mm — 1,37:1 — Film muet
- Genre : Comédie
- Durée : 25 minutes (600 mètres - 2 bobines)
- Date de sortie :
  - États-Unis : 11 juin 1916
- Licence : domaine public

## Distribution
- Douglas Fairbanks : Coke Ennyday
- Bessie Love : Inane
- Tom Wilson : Keene
- Allan Sears (en) : l'homme riche
- Alma Rubens : son acolyte
- William Lowery : le chef de bande
- Charles Stevens : un complice japonais
- George Hall : un complice japonais
- Bennie Zeidman : lui-même

## Article annexe
- Psychotrope au cinéma et à la télévision